# Sveden, Solna kommun
Sveden (tidigare kallad Dahlkarlstorp och Sven Anders torp) var en gård i dagens Bergshamra, Solna kommun, den är känd sedan 1600-talet och huvudbyggnaden revs år 1966.

## Historik
Sveden tillkom troligen under 1600-talet och kallades då Dahlkarlstorp. Det var då ett torp under Bergshamra gård. Under 1700-talet fick det sitt nuvarande namn och lades under Ulriksdals slott. Enligt husförhörslängden 1735–1761 bor Olof Nyberg på gården.

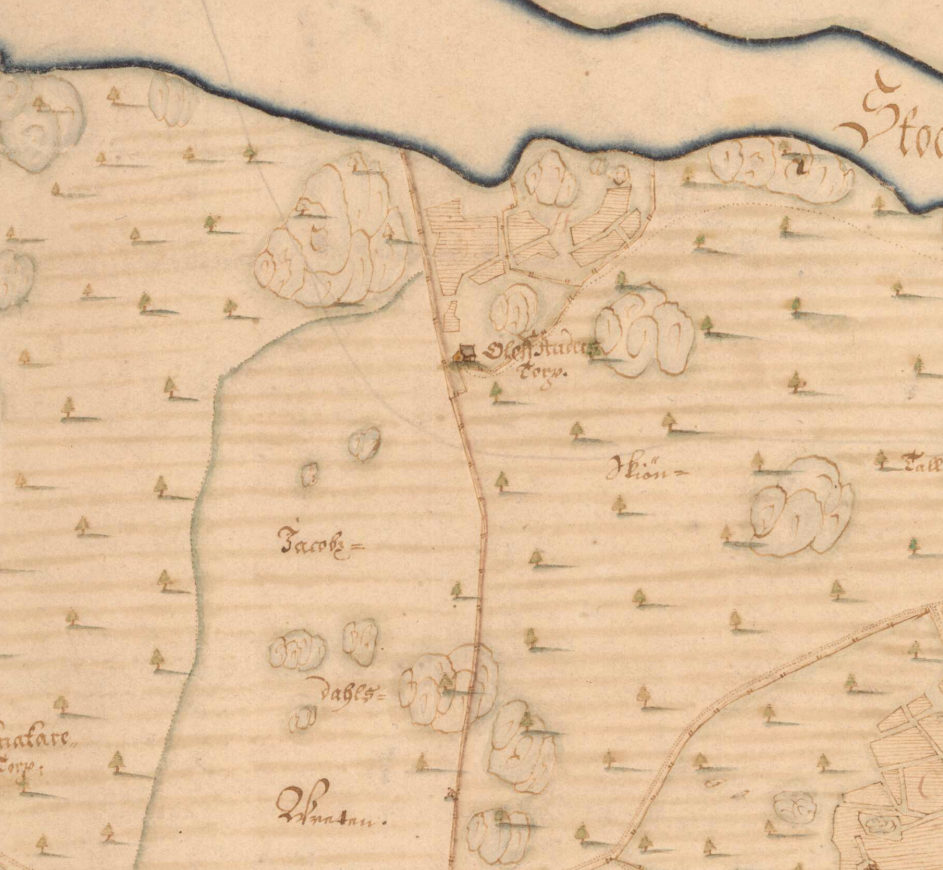
Dahlkarlstorp på en ägomätning 1674.

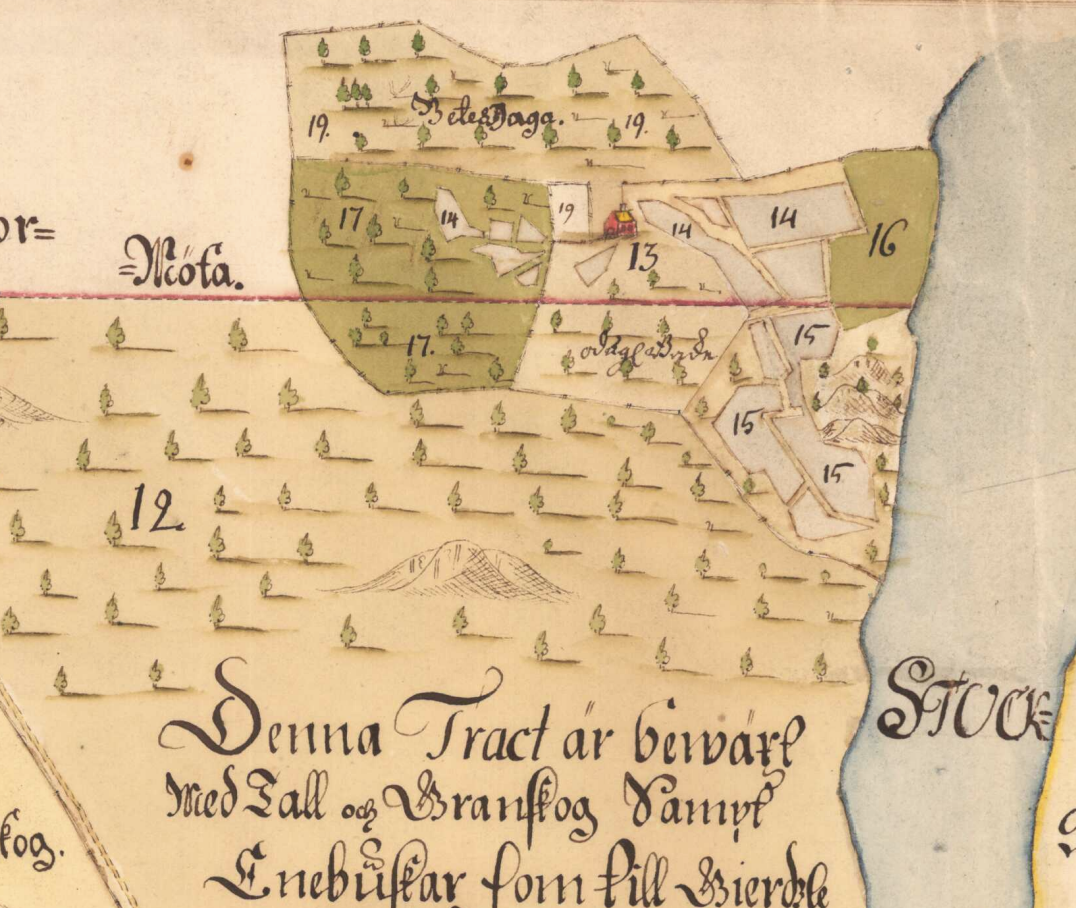
Dahlkarlstorp på en ägomätning år 1709.

På en ågomätning år 1709 uppges att Dahlkarlstorpet gör två dagsverken till Ulriksdal om veckan.
När det återfinns på en karta från 1827 har det blivit ståndsmässigt bebyggt med en stor huvudbyggnad och en vackert anlagd park. I husförhörslängden 1823–33 bor trädgårdsmästare Johan Widlund (f. 1783) och hans hustru Hedda Lena Holmbeck (f. 1784) på gården, inflyttade 1813 samt pigan Christina Ersdotter (f. 1749). I husförhörslängden 1843–48 bor här trädgårdsmästare Carl Gustaf Sjöblom (f. 1790) och hans hustru Christina Catharina Gustafsdotter (f. 1788).
Sedan staten köpt Bergshamra 1917 förvaltades Sveden av Domänverket, och gården kom att användas som tjänstebostad åt bland annat direktören Clas Östberg. 1947 köpte Solna stad större delen av gårdens marker. Huvudbyggnaden byggdes om till fyra tjänstebostäder för Dömänverkets anställda 1954. 1965 köpte staden själva gården och rev den året därpå för att ge plats åt Bergshamraskolans högstadiebyggnad. Senare valde Solna kommun att hyra ut högstadiebyggnaden och numera huserar där Svedenskolan. Kvar finns nu bara en del av den gamla och ståtliga allé som ledde in till gården.

### Sommarvillorna
På 1870-talet byggdes två sommarvillor på Svedens marker i den branta norrsluttningen mot Stocksundet - en enklare, Lilla Sveden, och en mera påkostad, Nedre Sveden. Enligt muntlig tradition ska de ha uppförts under Karl XV:s tid på Ulriksdals slott (1858-72). Vid den tiden fanns också en brygga vid stranden där ångbåten lade till på väg mot Ulriksdal.

#### Lilla Sveden

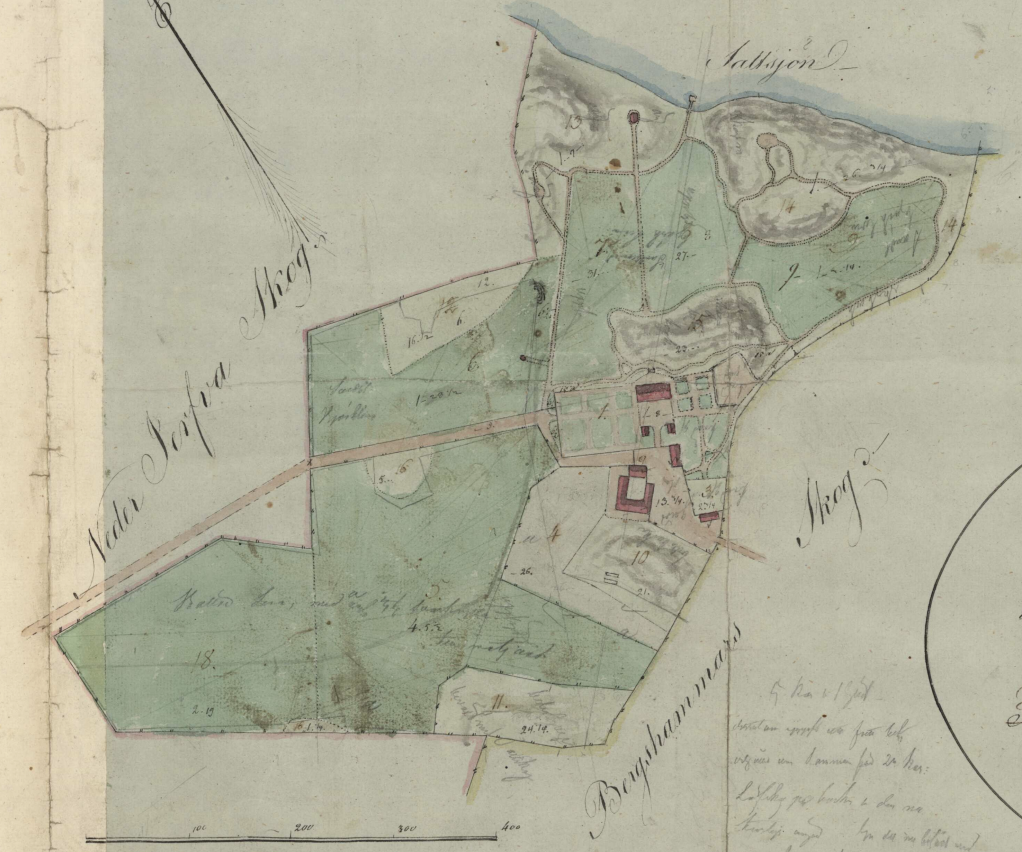
Karta över kronotorpslägenheten Sveden, år 1827

Boningshuset är ett vinkelbyggt trähus med faluröd läkt- och fasspontpanel och vita listverk. Det har ett brett takutsprång med profilerade taksparrar. En stor öppen snickarglädjeveranda med balkong vetter ut med Edsviken i norr. Huset består av en äldre timmerstuga som runt sekelskiftet förhöjts och byggts till med en vinkel åt söder. Till Lilla Sveden hör också två små faluröda uthus samt ett lusthus. Huset består av en äldre del möjligen en timmerstuga, som kring år 1900 har förhöjdts och har  tillbyggts i vinkel mot sydväst, huset renoverades interiört ca 1975.

#### Nedre Sveden
Nedre Sveden var en snickarglädjevilla med två rikligt glasade flygelpartier ut mot sjösidan åt norr. Huset var klätt med gulmålad liggande fasspontpanel och hade ett våningsband i form av en uddlist. Taket hade breda utsprång och rikt profilerade sparrändar. Fönstren var krysspröjsade och snickerierna vitmålade. Enligt traditionen ska Karl XV:s livmedikus Edvard af Edholm ha byggt huset. När det tilläggsisolerades hittades fastklistrade tidningar från 1870.

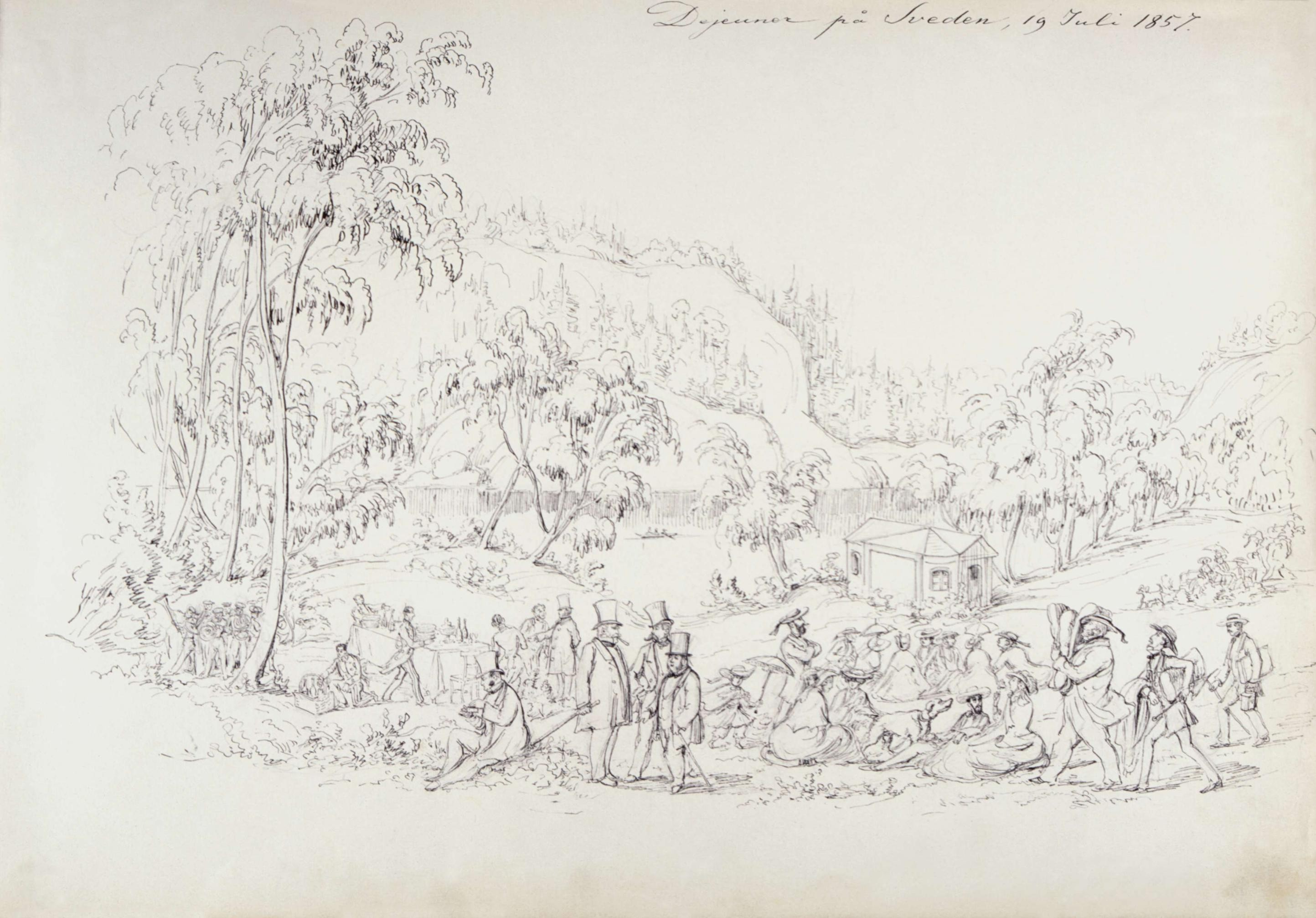
Tuschteckning av Fritz von Dardel med texten: Déjeuner på Sveden, 19 Juli 1857.

Nedre Sveden förstördes helt i en brand våren 1989. Husets ägare ansökte om bygglov för att återuppföra villan, som avslogs.